# Cellule Identité
Cellule Identité est une série télévisée française en six épisodes de 50 minutes créée par Simon Jablonka et Jean-Marc Rudnicki et diffusée entre le 6 février 2008 et le 18 juin 2008 sur M6 et rediffusée sur w9 et sur Série Club.

## Synopsis
Cette série met en scène une unité de police scientifique spécialisée dans la résolution de crimes dont les victimes n'ont pas été identifiées. Les enquêteurs prennent l'habitude de donner un prénom à chaque victime jusqu'à ce que cette dernière soit identifiée.

## Distribution
- Anne Suarez : Marine Deslandes
- Mathieu Delarive : Clément Valois
- Antoine Chappey : Roméo Kaminski
- Hubert Benhamdine : Henry Mathis
- Ysé Tran : Kim Huong

## Distribution secondaire
- Cécile Bois : l'employée des fontaines à eau
- Cylia Malki : Rox
- Jean-Louis Tribes : Serge Poranes
- Pascal Demolon : Frédéric / Luc Guibert
- Olivier Brocheriou Le jogger
- Émilie de Preissac : Alexandra / Julie
- Stéphan Wojtowicz : Manuel Santoro
- Sonia Vollereaux : Françoise Legoff
- Alexandre Carrière : José
- Nelly Alard : Castel Perrin
- Frédéric Pellegeay : Dominique / Jérôme Ferber / Philippe Tordjman
- Sandrine Rigaux : Ludmilla Tordjman
- Jeffrey Barbeau : Hugo Ferber
- Jean-François Gallotte : Patron de la casse
- Philippe du Janerand : Homme DDASS
- Miguel Ferreira : Le stagiaire
- Stana Roumillac : Innocente / Immaculée Békélédouko
- Laurent Bateau : Pierre Garnier
- Judith El Zein : Marie-Agnès Daquin
- José Paul : Jacques-Henri Daquin
- Julie Judd : Yolande Renaud
- Yan Duffas : Félix / Adel Jallab
- Nicolas Jouhet : François Perron
- Delphine Rich : Pauline Ferran
- Guy Amram : David Miller
- Frédéric Deban : George / Thierry Champain
- Eric Franquelin : Christian Dancourt
- Jean-Baptiste Martin : Richard Waltmeier
- Michèle Moretti : Madame Champain
- Bertrand Lacy : Pierre Boucheron
- Patricia Franchino : La femme chic

## Personnages
Marine Deslandes : commandant, Intègre la Police Nationale à 19 ans. Nomination à la Brigade des stupéfiants avant de rejoindre la Cellule Identité. Chef de service depuis 4 ans. Le commandant Deslandes a gagné le respect de son équipe, avec qui elle entretient une relation de confiance mais aussi de complicité. Le Commandant Deslandes s'était attachée à une de ses indics avant que celle-ci ne soit assassinée dans un squatt. Elle a réalisé brusquement qu'elle ne connaissait rien d'elle, de sa vie, de sa famille, de son parcours… Tout juste un surnom, pour une mort anonyme, et un enterrement impersonnel au cimetière des indigents, à Thiais. Un événement anodin pour ses collègues, qui l’a poussée à rejoindre la Cellule Identité. Pragmatique, elle sait que son rôle n'est pas de sauver le monde ou de réhabiliter la morale, mais simplement de remettre des criminels à la justice. Vie privée : Célibataire. 
Clément Valois : possédant le grade de capitaine Valois se sent investi d'une mission et n'hésite pas à distribuer les bons et les mauvais points. Il peut être arrogant et désagréable mais pas dénué d’humanité. Adepte de la méritocratie et de la responsabilité individuelle, il est partisan d'une justice sévère. Intuitif, rapide, motivé sont ses qualités.
Concernant sa vie privée, il est en instance de divorce
Roméo Kaminski : capitaine de police, spécialiste de l'anthropologie judiciaire, doté d'une personnalité séduisante, excentrique. Érudit, son esprit ouvert et curieux fait merveille dans l'investigation criminelle. Fan de rock, Kaminski a écumé, dans sa jeunesse, les milieux “underground” avec lesquels il reste encore en contact. De ses expériences variées, il garde une tolérance infinie pour les diverses déviances de l'âme humaine. Ce qui lui plaît dans l’identification d’un cadavre X, c’est l’aspect "ludique" : partir d’un détail vestimentaire ou physique pour imaginer les contours d’une personnalité, un peu comme Sherlock Holmes qui savait tout d'un homme en observant l'état de son veston.
Henry Mathis : spécialiste informatique de 28 ans chargé du recoupement des données, des études de listings… Il passa le concours de l’Office de Police Judiciaire (O.P.J). Méticuleux, rationnel, patient, obstiné, il est un grand lecteur de polars et amateur de Star Wars, il a du métier d'enquêteur une vision un peu naïve et romantique. Le lieutenant Henry Mathis est un flic doué et bosseur, mais plutôt complexé par sa maladresse et son visage juvénile. Bavard impénitent, bouillonnant d'idées et de bonne volonté, il manque de concision, d’esprit de synthèse et s'éparpille souvent dans des tirades peu productives. Célibataire, vit chez sa tante depuis qu’il a 18 ans. 
Kim Huong : médecin légiste, née au Melun au Vietnam, elle entamera ses études de médecine après le Bac avant de se spécialiser dans la médecine légale. En examinant une victime, elle peut déterminer ses habitudes alimentaires, son cadre de vie, les sports qu'elle pratiquait… Sa salle d’autopsie est à l’image de sa personnalité : prophylaxie impeccable et décoration soignée. Kim considère la mort comme une épreuve inévitable qu’il faut tenter d’accepter avec philosophie. Peu d’informations sur sa vie privée mais semble vivre en concubinage depuis 2 ans.

## Épisodes
1. Frédéric : un incendie se déclare dans le pavillon d'une banlieue paisible... Les trois occupants de celui-ci sont sauvés par les pompiers. Soudain, une quatrième personne sort en feu de cette maison. Elle n'est pas de la famille, aucun des habitants ne semble savoir qui elle est et ne peut s'expliquer sa présence. Qui est-elle ? Que faisait-elle là ?
2. Alexandra : une personne est volontairement renversée par une voiture. Cette victime qui prenait l'identité d'un homme est en fait une jeune femme d'une vingtaine d'années... En fouillant dans le fichier des personnes disparues, la Cellule Identité découvre qu'un avis de disparition correspond bien à cette victime. Mais elle avait alors trois ans ! Elle a été enlevée à son père dans un hôpital. Que s'est-il passé depuis ? Qu'est devenue cette gamine ? Pourquoi a-t-elle été assassinée vingt ans plus tard ?
3. Dominique : dans le coffre d'une voiture, qui vient tout juste d'être broyée à la casse, un corps est retrouvé. Impossible de l'identifier, si ce n'est par d'étranges numéros que la Cellule Identité découvre incrustés sur certains des os de la victime. Il s'agirait d'un militaire ayant récemment fait des recherches sur ses origines...
4. Innocente : Un accident de car : toutes les victimes sont identifiées, sauf une jeune femme noire qui n'est sur aucune liste de passagers. Plus étrange : elle a été assassinée bien avant l'accident ! Rapidement la Cellule Identité comprend qu'elle était l'esclave d'une famille de diplomate. Ceux-ci leur affirment que la jeune femme quittait souvent leur maison pour mener à bien une enquête. Était-elle venue en France pour une raison précise ? Cherchait-elle à Paris une personne qu'elle aurait connue au Bénin ?
5. Félix : sur un parcours de golf, deux joueurs découvrent un corps... enfoncé dans le green. Peut-être est-il tombé d'un des avions qui passent régulièrement en altitude. Serait-ce un clandestin qui aurait tenté de monter dans le train d'atterrissage d'un avion de ligne ? Son apparence physique laisse au contraire penser à une certaine aisance financière. Qui était-il vraiment ?
6. Georges : par vengeance, une jeune femme déverse tout le contenu d'un camion benne sur la voiture de son ex-amant... Un corps en tombe ! Si la Cellule réussit à l'identifier assez vite, nos enquêteurs s'aperçoivent que cette identité est fausse. Plus étrange encore, cet homme a en réalité été déclaré mort dix ans plus tôt. Pourquoi a-t-il mis ainsi en scène son propre décès ? Que cherchait-il à fuir en refaisant ainsi sa vie ?

## À savoir
La Cellule Identité n'existe pas réellement. Ce concept a été purement et simplement inventé pour la série.
La série Forgotten reprend le même concept.